# دوغلاس ر. وايت
دوغلاس ر. وايت (بالإنجليزية: Douglas R. White)‏ هو عالم اجتماع أمريكي، ولد في 1942.